# Who Are You? (serie de televisión)
Who Are You? (en hangul, 후아유; romanización revisada, Huayu) es una serie de televisión surcoreana emitida por TVN desde el 29 de julio hasta el 17 de septiembre de 2013, protagonizada por So Yi Hyun, Ok Taecyeon y Kim Jae Wook.

## Argumento
La detective Yang Shi Ohn (So Yi Hyun) se despierta de un coma de seis años. Posteriormente es reasignada al departamento local de objetos perdidos, donde descubre que ha adquirido la capacidad sobrenatural de ver fantasmas conectados a los objetos que quedan allí junto con su nuevo compañero, el policía novato Cha Gun Woo (Ok Taecyeon), que es un escéptico con esos temas. Shi Ohn usa la información para resolver casos y Gun Woo solo cree en cosas tangibles que puede ver, oír y tocar, pero poco a poco confía en Shi Ohn y por ello, los socios que disputan ayudan a los espíritus a cumplir sus deseos agonizantes y sus asuntos pendientes antes de pasar al más allá.
Uno de los fantasmas que vigilan a Shi Ohn es su exnovio Lee Hyung Joon (Kim Jae Wook), otro detective que murió esa noche hace seis años cuando Shi Ohn sufrió una grave lesión en la cabeza que casi la mata y la dejó en estado de coma durante todos esos años. En ese momento, estaban trabajando en un gran caso juntos, pero Shi Ohn debido al accidente no recuerda lo que sucedió esa fatídica noche.

## Reparto

### Personajes principales
- So Yi Hyun como Yang Shi Ohn.
- Ok Taecyeon como Cha Gun Woo.
- Kim Jae Wook como Lee Hyung Joon.

### Personajes secundarios
- Kim Chang Wan como Choi Moon Shik.
- Park Young Ji como Moon Heung Joo.
- Kim Ki Chun como Jung Tae Soo.
- Kim Kyung Beom como Líder de equipo Bong.
- Kim Ye Won como Jang Hee Bin.
- Noh Young Hak como Lim Sung Chan.
- Oh Hee Joon como Seung Ha.

### Apariciones especiales
- Moon Ga Young como Dan Oh Reum (ep. 1-2).
- Jo Seung Hyun como Bae Kyung Min (ep. 1-2).
- Jang Hyun-sung como el psiquiatra Park Hyung-jin (ep. 1-2).
- Kim Seung Soo como el fiscal Park Eung-joon (ep. 3-4, 13).
- Kim Young Ran como Madre de Eung Joon (ep. 3-4).
- Kim Byung Choon como Sr. Wang (ep. 9-10).
- Choi Woo Shik como Hacker Hee Koo (ep. 10, 12).
- Kim Yoon Hye como Lim Jung Eun (ep. 16).
- Ha Joon como Lee Woo-seok (ep. 16).

## Audiencia
| Fecha                    | Episodio | Share   |
| ------------------------ | -------- | ------- |
| 29 de julio de 2013      | 01       | 0.60 %  |
| 30 de julio de 2013      | 02       | 0.564 % |
| 5 de agosto de 2013      | 03       | 0.65 %  |
| 6 de agosto de 2013      | 04       | 1.477 % |
| 12 de agosto de 2013     | 05       | 1.30 %  |
| 13 de agosto de 2013     | 06       | 1.04 %  |
| 19 de agosto de 2013     | 07       | 1.36 %  |
| 20 de agosto de 2013     | 08       | 1.16 %  |
| 26 de agosto de 2013     | 09       | 1.41 %  |
| 27 de agosto de 2013     | 10       | 1.32 %  |
| 2 de septiembre de 2013  | 11       | 1.25 %  |
| 3 de septiembre de 2013  | 12       | 1.20 %  |
| 9 de septiembre de 2013  | 13       | 1.11 %  |
| 10 de septiembre de 2013 | 14       | 1.24 %  |
| 16 de septiembre de 2013 | 15       | 0.96 %  |
| 17 de septiembre de 2013 | 16       | 0.87 %  |
| Media                    | Media    | 1.09 %  |

## Banda sonora
- Gajami Boy - «Happy».
- TrickyNeko - «Our Story».
- Yoo Sung Eun - «Because Love Grows».

## Emisión internacional
- Hong Kong: Drama Channel (2014).
- Japón: DATV (2014).[2]
- Tailandia: Workpoint TV (2014).
- Taiwán: GTV (2014).